# Tangarfa
Tangarfa o Taguenza (en árabe: تانڭرفا‎, en lenguas bereberes: ⵜⴰⵏⴳⴰⵔⴼⴰ, en francés: Tangarfa) es un municipio marroquí en la región Guelmim-Río Noun. Desde 1934 hasta 1969 perteneció al territorio español de Ifni.